# Hazard (Washington)
Hazard az Amerikai Egyesült Államok északnyugati részén, Washington állam Spokane megyéjében elhelyezkedő önkormányzat nélküli település.
Hazard postahivatala 1885 és 1904 között működött. A település nevét R. R. Hazard helyi kereskedőről kapta.

## Fordítás
Ez a szócikk részben vagy egészben  a   Hazard, Washington című angol Wikipédia-szócikk ezen változatának fordításán alapul.  Az eredeti cikk szerkesztőit annak laptörténete sorolja fel. Ez a jelzés csupán a megfogalmazás eredetét és a szerzői jogokat jelzi, nem szolgál a cikkben szereplő információk forrásmegjelöléseként.